# Stazione di Isawa-Onsen
La stazione di Isawa-Onsen (石和温泉駅?, Isawa-Onsen-eki) è una fermata ferroviaria della città di Fuefuki, nella prefettura di Yamanashi, e serve la linea linea principale Chūō della JR East. Dista 121,1 km dal capolinea di Tokyo.

## Linee
East Japan Railway Company
■ Linea principale Chūō

## Struttura
La fermata è dotata di due marciapiedi laterali con due binari passanti superficie. Il fabbricato viaggiatori, rinnovato nel 2015, è di grandi dimensioni, e realizzato a cavallo dei binari, con un corridoio che unisce i due lati del piano dei binari.
| 1 | ■ Linea principale Chūō | per Kōfu, Kami-Suwa e Matsumoto        |
| 2 | ■ Linea principale Chūō | per Ōtsuki, Hachiōji, Shinjuku e Tokyo |

## Stazioni adiacenti
| «                     | Servizio              | »                     |
| Linea principale Chūō | Linea principale Chūō | Linea principale Chūō |
| --------------------- | --------------------- | --------------------- |
| Kasugaichō            | -                     | Sakaori               |

- Presso la stazione fermano alcuni treni espressi limitati, fra cui tutti i servizi Kaihi.